# Alvin Jones (calciatore)
Alvin Jones (Carenage, 9 luglio 1994) è un calciatore trinidadiano, centrocampista del Police e della nazionale trinidadiana.

## Carriera

### Club
Ha giocato nei campionati trinidadiano e statunitense.

### Nazionale
Ha esordito con la propria nazionale nel 2014.
Ha partecipato a quattro edizioni consecutive (2019, 2021, 2023 e 2025) della CONCACAF Gold Cup.

## Palmarès

### Club

#### Competizioni nazionali
- Campionato trinidadiano: 2

W Connection: 2013-2014, 2018
- Trinidad & Tobago FA Cup: 1

W Connection: 2013-2014